# Anidrytus plagiatus
Anidrytus plagiatus es una especie de coleóptero de la familia Endomychidae.

## Distribución geográfica
Habita en la Guayana.